# Darío Acosta Zurita
Darío Acosta Zurita (14. prosince 1908, Naolinco – 25. července 1931, Veracruz) byl mexický římskokatolický kněz, zastřelený skupinou ozbrojenců během období pronásledování křesťanů v Mexiku. Katolická církev jej uctívá jako blahoslaveného mučedníka.

## Život
Narodil se dne 14. prosince 1908 v městečku Naolinco jako jedno z pěti dětí Leopoldu Acostovi a Dominge Zurita. Pokřtěn byl ve farním kostele sv. Matouše ve svém rodném městě. V dětství mu otec, který pracoval jako řezník, zemřel, a on musel pracovat, aby uživil svoji matku a sourozence.
Když biskup z Veracruzu-Xalapy sv. Rafael Guízar y Valencia navštívil jeho farnost a snažil se nalákat nové seminaristy na kněžský seminář, rozhodl se se na seminář přihlásit. Pro svůj nízký věk a pro povinnost, jako nejstaršího syna vdovy, péče o matku a sourozence však nejprve nebyl přijat. Jeho matka se však za něj u biskupa přimluvila, pročež mu bylo dovoleno zahájit církevní studia. V mládí se angažoval ve fotbale na pozici obránce, a byl považován za vynikajícího sportovce. Brzy byl jmenován kapitánem fotbalového týmu seminaristů.
Po absolvování kněžského semináře jej biskup z Veracruzu-Xalapy sv. Rafael Guízar y Valencia dne 25. dubna 1931 vysvětil na kněze pro svou diecézi. Svoji primiční mši svatou sloužil v katedrále Nanebevzetí Panny Marie ve Veracruzu dne 24. května 1931. Věnoval se poté výuce katechizmu dětí. Dne 26. května 1931 byl jmenován vikářem při katedrále Nanebevzetí Panny Marie ve Veracruzu.
V době jeho působení panovalo v Mexiku více než desetiletí pronásledování křesťanů. V polovině roku 1931 byl vyhlášen zákon, nazvaný dekret 197, s cílem regulace počtu kněží za účelem zastavení tzv. „fanatismu lidu“, jak uvedl guvernér Adalberto Tejeda Olivares. Dne 21. července 1931 obdržel od zákonodárné moci dopis, který byl odeslán všem kněžím, požadující dodržování tohoto zákona, ve kterém mu bylo přiděleno číslo 759. Tento zákon vstoupil v platnost 25. července 1931.
Dne 25. července 1931 v 18:10 vstoupilo do katedrály Nanebevzetí Panny Marie ve Veracruzu, kde se právě připravoval na výuku katecheze, několik ozbrojených mužů ve vojenských oblecích a bez varování začali před zraky mnoha dětí, které se shromáždily na výuku katechizmu na něj a na dalšího přítomného kněze střílet. Upadl na zem a na místě zemřel, zatímco druhý kněz, který se ukryl na kazatelně vyvázl s vážnými zraněními. Pohřben je v katedrále ve Veracruzu, ve které byl zavražděn.

## Úcta
Jeho beatifikační proces započal dne 3. září 1998, čímž obdržel titul služebník Boží. Dne 22. června 2004 podepsal papež sv. Jan Pavel II. dekret o jeho mučednictví.
Blahořečen pak byl dne 20. listopadu 2005 spolu s dalšími dvanácti mexickými mučedníky na Estadio Jalisco v Guadalajaře. Obřadu předsedal jménem papeže Benedikta XVI. kardinál José Saraiva Martins.
Jeho památka je připomínána 25. července. Bývá zobrazován v kněžském oděvu.